# La Laja, Hidalgo
La Laja är en ort i Mexiko.   Den ligger i kommunen San Felipe Orizatlán och delstaten Hidalgo, i den sydöstra delen av landet, 210 km norr om huvudstaden Mexico City. La Laja ligger 142 meter över havet och antalet invånare är 233.
Terrängen runt La Laja är varierad. Runt La Laja är det ganska tätbefolkat, med 248 invånare per kvadratkilometer. Närmaste större samhälle är Huejutla de Reyes, 16,0 km sydost om La Laja. Omgivningarna runt La Laja är en mosaik av jordbruksmark och naturlig växtlighet.